# Bishops Lydeard
Bishops Lydeard – wieś w Anglii, w hrabstwie Somerset, w dystrykcie (unitary authority) Somerset. Leży 61 km na południowy zachód od miasta Bristol i 219 km na zachód od Londynu. W 2002 miejscowość liczyła 3949 mieszkańców. Stacja końcowa zabytkowej kolei West Somerset Railway.
W miejscowości jest stacja kolejowa Bishops Lydeard.